# 대응원리
물리학에서 대응원리(correspondence principle)는 양자수가 극한으로 증가할 때 양자역학에 의하여 기술되는 계(system)의 성질은 고전역학에서의 결과와 대응한다는 원리이다.
즉, 전자궤도(orbital)와 에너지가 큰 경우에 양자역학에 의한 계산결과는 고전역학에서의 계산결과와 일치하여야 한다는 것이다.

## 같이 보기
- 양자 결어긋남